# Lampranthus roseus
Lampranthus roseus är en isörtsväxtart som först beskrevs av Carl Ludwig von Willdenow, och fick sitt nu gällande namn av Schwant. Lampranthus roseus ingår i släktet Lampranthus och familjen isörtsväxter. Inga underarter finns listade i Catalogue of Life.

## Bildgalleri

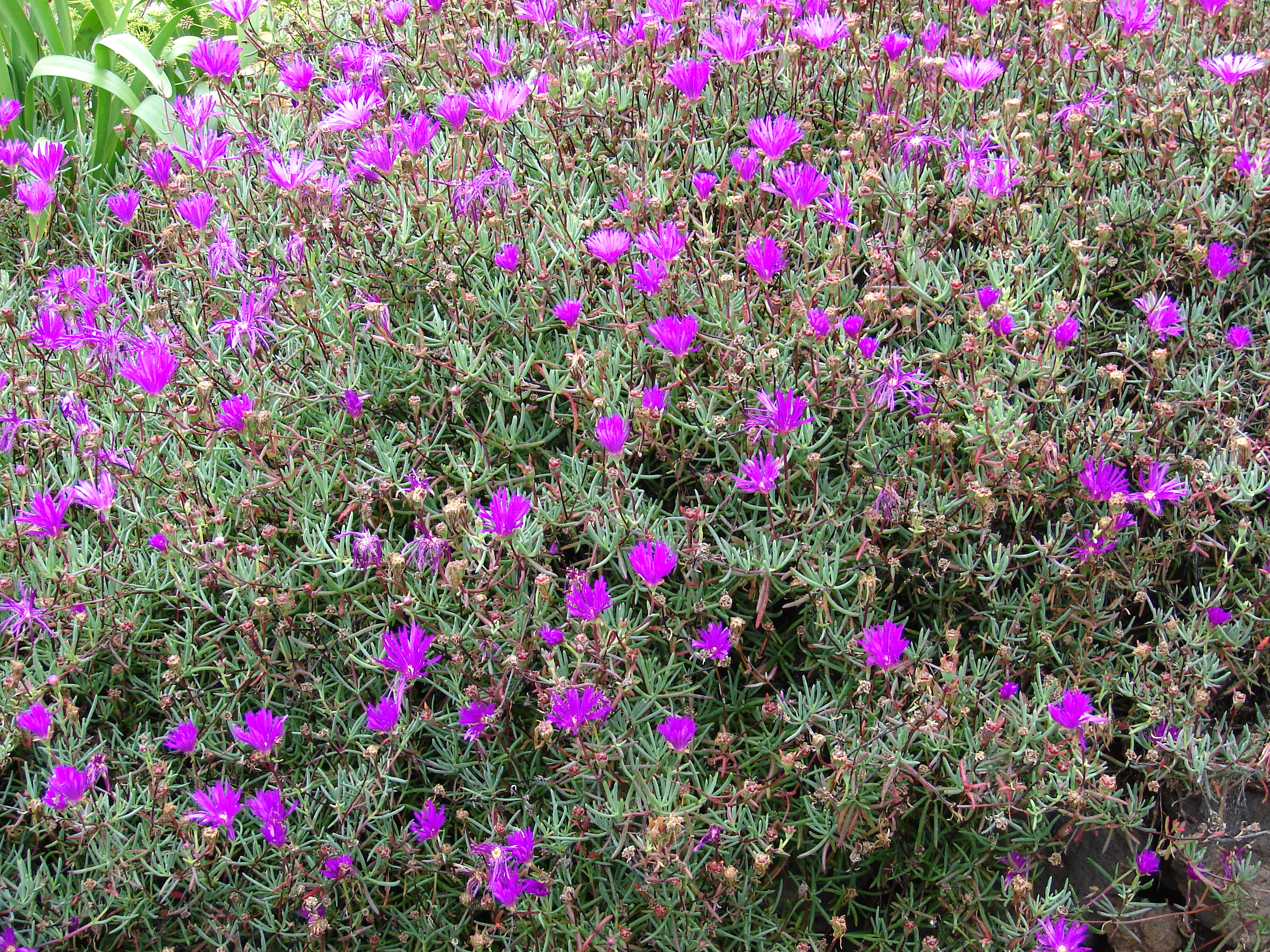
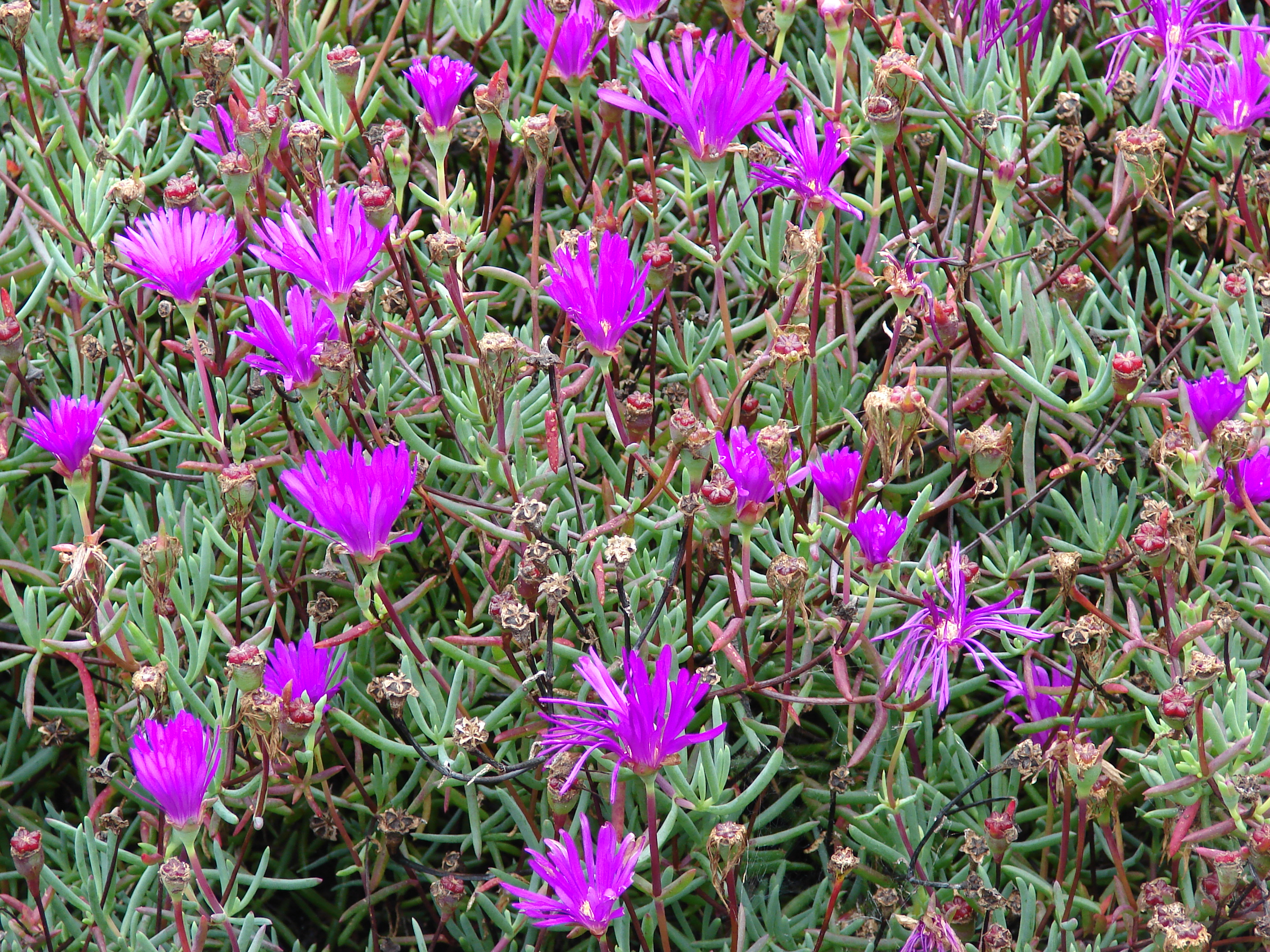
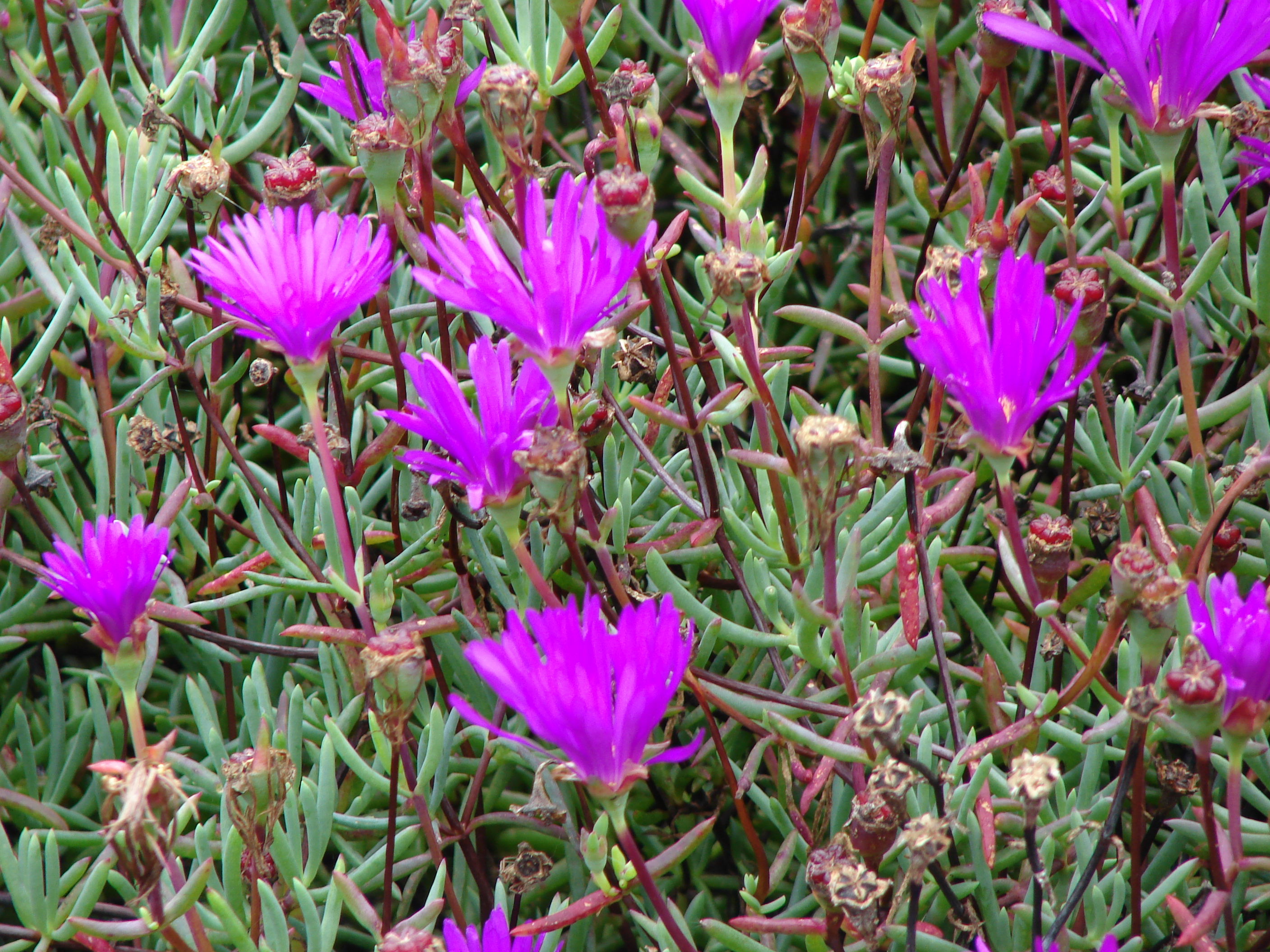
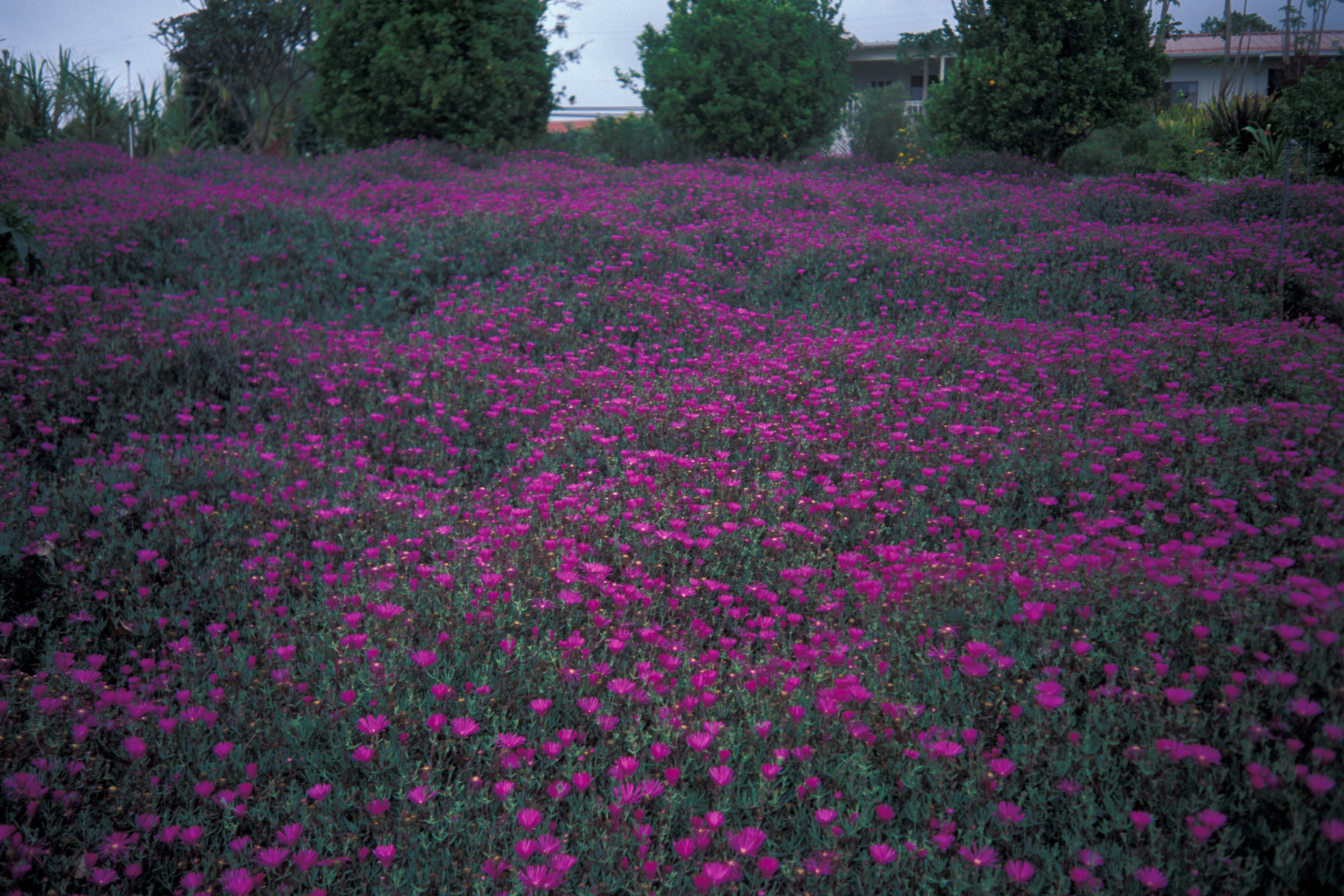
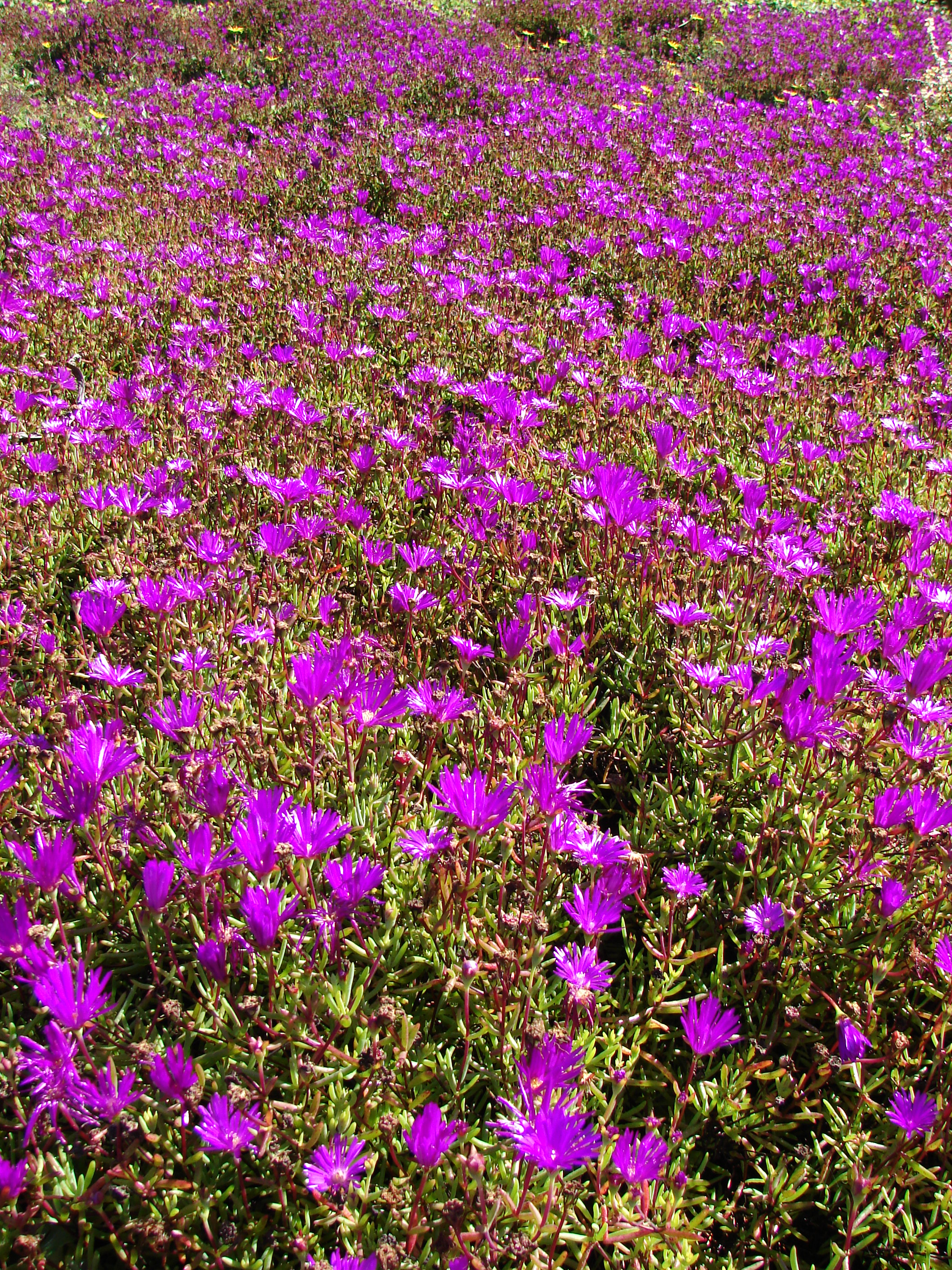
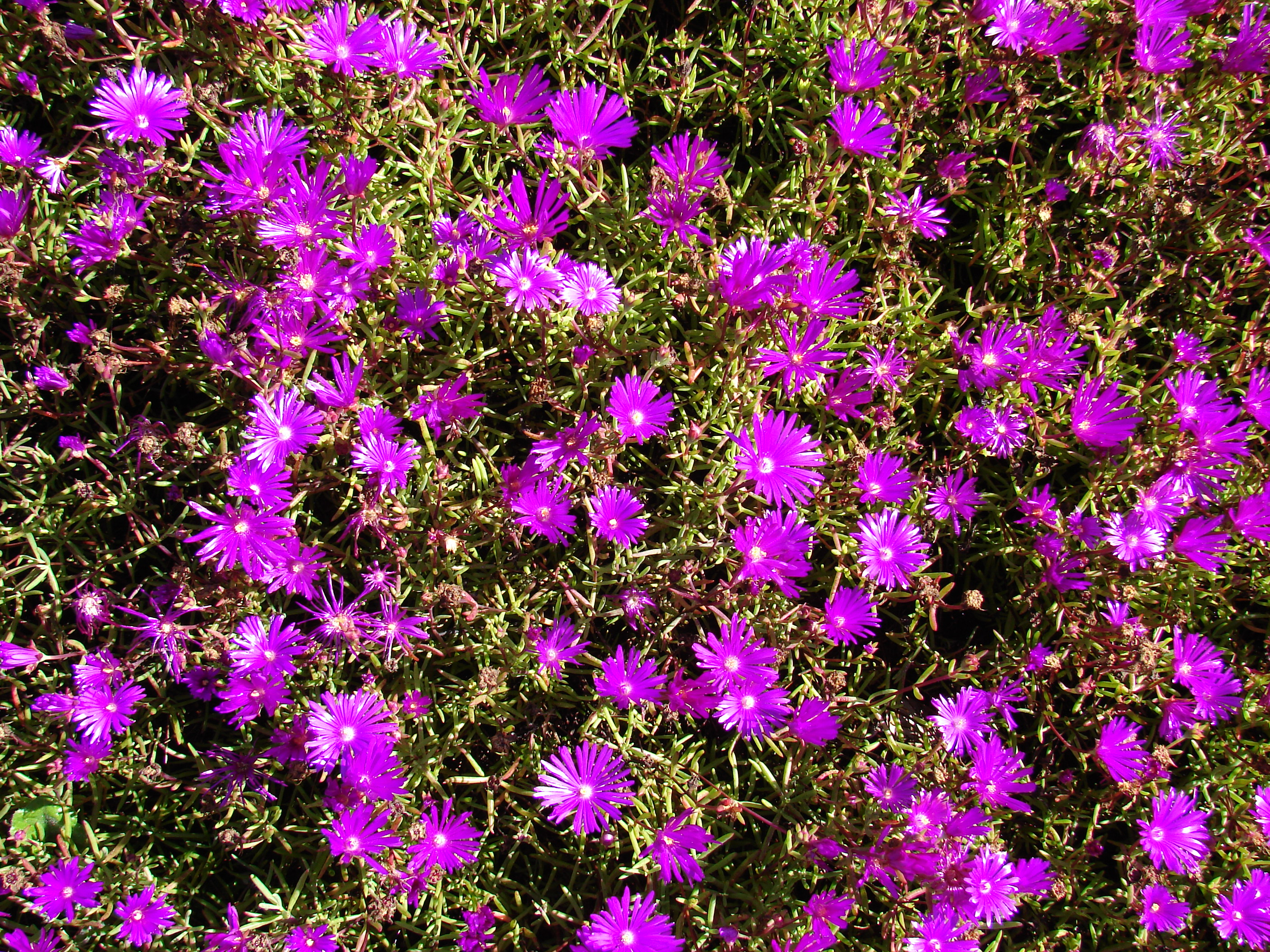